# 豊後高田市立真玉小学校
豊後高田市立真玉小学校（ぶんごたかだしりつ またましょうがっこう）は、大分県豊後高田市中真玉にある公立小学校。

## 概要
2003年上真玉小学校と真玉小学校が統合し、現在の真玉小学校が設立。開校から5ヵ月後の2003年9月に運動場、プールが完成した。
2007年市町村合併に伴い、豊後高田市立真玉小学校と改名。なお、現在の敷地は旧真玉中学校の跡地を利用している。
統合前の真玉小学校は明治8年以降分立、解体、統合を繰り返し昭和14年西真玉に小学校が設置された。その後、過疎化により廃校し倉庫として利用されていた。現在は大丸興業株式会社大分事業所が利用している。
そして、上真玉小学校は明治10年に寺子屋式学校として設置、以後改称を繰り返しながら明治42年に上真玉尋常小学校として現在の位置に設立した。また、昭和31年には付属幼稚園も設置し平成元年にはプールが設置された。だが、旧真玉小学校同様、過疎化により廃校し、倉庫として利用されている。
統合後は、遠い地域の生徒が通学に不便するためスクールバスを設置している。なお、山間部などでは雪なので通学が出来ない場合もある。

## 沿革

### 真玉小学校
- 明治10年 - 西真玉村に真玉学校改名設立、中真玉村に常盤学校分立、中真玉村庄屋に真玉学校分立[1]
- 明治15年 - 西真玉村組合立真玉尋常小学校設立[1]
- 明治32年 - 三村組合立真玉高等小学校設置[1]
- 明治34年 - 三村組合立を解き西真玉村、中真玉村組合立真玉高等小学校設置[1]
- 昭和22年 - 真玉村立真玉小学校と改称[1]
- 平成15年 - 真玉小学校閉校式[1]

### 上真玉小学校
- 明治10年 - 各区寺子屋式学校を設置[1]
- 明治20年 - 黒土簡易学校を設置[1]
- 明治26年 - 上真玉小学校と改称[1]
- 明治42年 - 上真玉尋常小学校と改称[1]
- 平成15年 - 上真玉小学校閉校式[1]

### 統合後
- 平成15年 - 新校舎真玉小学校開校、プール、運動場完成。[1]
- 平成17年 - 市町村合併により豊後高田市立真玉小学校と改名[1]
- 平成20年 - ケーブルテレビ配線[1]

## 学区
- 旧真玉町全域
- 豊後高田市の一部の地域

## 交通
- 徒歩及び、通学バス

## 行事
| 4月 入学式                  |
| 5月 歓迎遠足                |
| 9月 プール納め、小運動会    |
| 10月 秋季大運動会、相撲大会 |
| 11月 秋の鍛錬遠足           |
| 2月 児童会役委員選挙        |
| 3月 卒業式                  |

大まかな行事は以上の通りですが、年々多少行事内容が異なったり変更される場合がございます。詳しくは公式ホームページをご覧ください。
- リンク※真玉小学校公式ホームページ

## 関連事項
- 大分県小学校一覧